# Feliciano Condesso
Condesso (Setúbal, 6 de Abril de 1987) é um futebolista português, que joga actualmente no Villarreal de Espanha. Depois de contratado ao Southampton de Inglaterra por 34.000 libras . Participou, por Portugal, no Campeonato Mundial de Futebol Sub-20 2007.